# Hatillo, Puerto Rico
Hatillo (phát âm tiếng Tây Ban Nha: [aˈtiʎo]) là một thị trấn và khu tự quản nằm ở bờ biển phía Bắc của Puerto Rico, giáp Đại Tây Dương ở phía Bắc, Lares và Utuado ở phía Nam, Camuy ở phía Tây và Arecibo ở phía Đông. Theo điều tra dân số Hoa Kỳ năm 2000, Hatillo được chia thành chín khu phố (barrios) cùng với Hatillo Pueblo – khu trung tâm hành chính và cũng là khu vực đô thị chính của thành phố. Hatillo cũng là một phần của San Juan-Caguas-Guaynabo Metropolitan Statistical Area.